# Władysław Matlak
Władysław Matlak (ur. 18 maja 1939 w Trzebuni, zm. 15 grudnia 2008) – polski ślusarz mechanik i polityk, poseł na Sejm PRL IX kadencji.

## Życiorys
Był ślusarzem w Państwowym Ośrodku Maszynowym w Środzie Śląskiej. W 1962 podjął pracę jako mechanik-kierowca w Państwowej Komunikacji Samochodowej, Oddział w Myślenicach. W 1963 wstąpił do Polskiej Zjednoczonej Partii Robotniczej, w której był I sekretarzem Komitetu Zakładowego, członkiem egzekutywy Komitetu Miejsko-Gminnego oraz Komitetu Krakowskiego. W 1985 objął mandat posła na Sejm PRL IX kadencji z okręgu Kraków-Podgórze, zasiadając w Komisji Transportu, Żeglugi i Łączności, Komisji Transportu, Żeglugi i Łączności oraz w Komisji Nadzwyczajnej do rozpatrzenia projektu ustawy o mieniu komunalnym.